# أليس روبنسون
أليس روبنسون (بالإنجليزية: Alice Robinson) هي متزحلقة نيوزيلندية، ولدت في 1 ديسمبر 2001 في سيدني في أستراليا.

## وصلات خارجية
- أليس روبنسون على موقع الاتحاد الدولي للتزلج (التزلج على المنحدرات الثلجية) (الإنجليزية)
- أليس روبنسون على موقع اللجنة الأولمبية الدولية (الإنجليزية)
- أليس روبنسون على موقع أوليمبيديا (الإنجليزية)
- أليس روبنسون على موقع اللجنة الأولمبية النيوزيلندية (الإنجليزية)